# Schnaittenbach
Schnaittenbach là một town tại Amberg-Sulzbach district, bang Bayern nước Đức. Đô thị Schnaittenbach có diện tích 62,55 km², dân số thời điểm ngày 31 tháng 12 năm 2006 là 4269 người. Đô thị này tọa lạc 16 km về phía đông bắc của Amberg.
The town kết nghĩa với Buchberg, Switzerland.